# Drosophila palniensis
Drosophila palniensis är en tvåvingeart som beskrevs 1999 av Sridhar Narayan Hegde och Venkat Shakunthala från två honor och två hannar insamlade vid Palni Hills i Indien. Drosophila palniensis ingår i släktet Drosophila och familjen daggflugor.
Arten liknar Drosophila serrata men Drosophila palniensis har sexkammar med ett utseende som tydligt skiljer arterna åt.
Artens utbredningsområde är Indien.